# Lill-Hällvattnet
Lill-Hällvattnet är en sjö i Strömsunds kommun i Jämtland och ingår i Ångermanälvens huvudavrinningsområde. Sjön har en area på 0,512 kvadratkilometer och ligger 269 meter över havet. Sjön avvattnas av vattendraget Nagasjöån.

## Delavrinningsområde
Lill-Hällvattnet ingår i det delavrinningsområde (710330-150612) som SMHI kallar för Utloppet av Lill-Hällvattnet. Medelhöjden är 283 meter över havet och ytan är 4,14 kvadratkilometer. Det finns ett avrinningsområde uppströms, och räknas det in blir den ackumulerade arean 17,68 kvadratkilometer. Nagasjöån som avvattnar avrinningsområdet har biflödesordning 3, vilket innebär att vattnet flödar genom totalt 3 vattendrag innan det når havet efter 184 kilometer. Avrinningsområdet består mestadels av skog (71 procent) och sankmarker (11 procent). Avrinningsområdet har 0,51 kvadratkilometer vattenytor vilket ger det en sjöprocent på 12,4 procent.